# Desiré Charnay

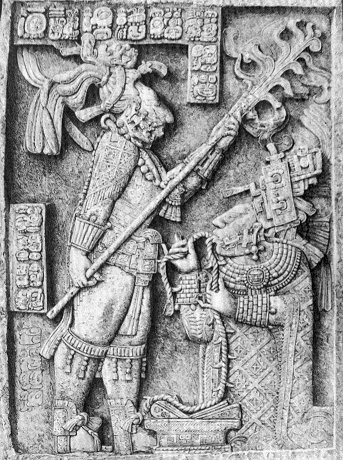
Desiré Charnay: Lintel 24, struktura 23, Yaxchilan; socha znázorňuje posvátný rituál krveprolití, které se konalo 28. října 709; král Itzamnaaj B'alam II. chráněný jaguárem drží pochodeň, zatímco jeho manželka K'ab'al Xook protahuje lano svým propíchnutým jazykem, (109,7x77,3 cm)

Claude-Joseph Désiré Charnay (2. května 1828 Fleurie – 24. října 1915) byl francouzský cestovatel, archeolog a fotograf, který prozkoumal chrámy v Mexiku a Střední Ameriku. Byl průkopníkem užité fotografie.

## Život a dílo
Narodil se 2. května 1828 ve městě Fleurie, studoval na Lycée Charlemagne. V roce 1850 se stal učitelem v New Orleans, Louisiana, kde se seznámil s knihami dobrodruha Johna Lloyda Stephense o jeho cestě do Yucatanu. Na základě pověření od francouzského ministerstva školství procestoval v období 1857-1861 Mexiko, v roce 1863 Madagaskar, v Jižní Americe zejména Chile a Argentinu v roce 1875, dále ostrov Jáva a také Austrálii v roce 1878. V letech 1880-1883 znovu navštívil zničená města v Mexiku. Pierre Lorillard IV z New Yorku přispěl na úhradu nákladů této expedice a Charnay pojmenoval na jeho počest velké zničené město poblíž guatemalské hranice "Ville Lorillard"; místo je však více známé jako Yaxchilan. Charnay cestoval do Yucatánu v roce 1886.
Fotografii využíval k dokumentaci svých objevů. V Mexiku fotografoval starobylé chrámy se sugestivním účinkem. Z pořízených fotografií sestavil dvě velkoformátová alba.
Jeho důležitou publikací je Le Mexique, souvenirs et impressions de voyage (1863), obsahující jeho osobní zprávu o expedici z let 1857-1861, oficiální verze je v knize Cités et ruines américaines: Mitla, Palenque, Izamal, Chichen-Itza, Uxmal Violleta-le-Duca, (1863), vol. 19 z Recueil des voyages et des documents; Les Anciennes villes du Nouveau Monde (1885; anglický překlad The Ancient Cities of the New World, 1887, Mmes. Gonino a Conant); dobrodružný román Une Princesse indienne avant la conquête (1888); A travers les fonts vierges (1890); a Manuscrit Ramirez: Histoire de l'origine des Indiens qui habitent la Nouvelle Espagne selon leurs traditions (1903).

## Galerie

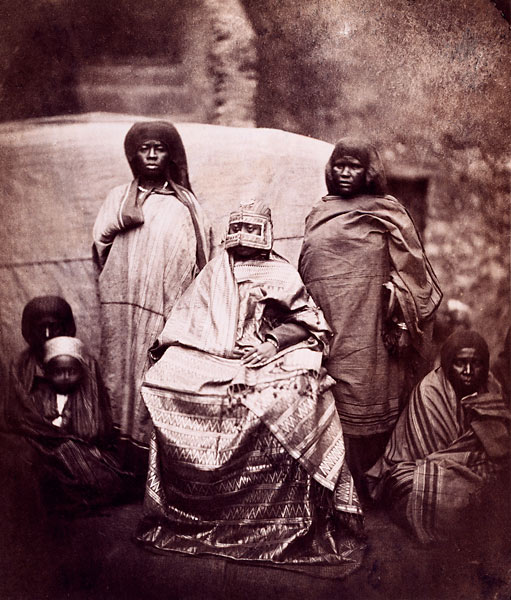
Jumbe-Souli, královna Ostrovů Comorian Mohéli, přijímá francouzskou delegaci, 1863
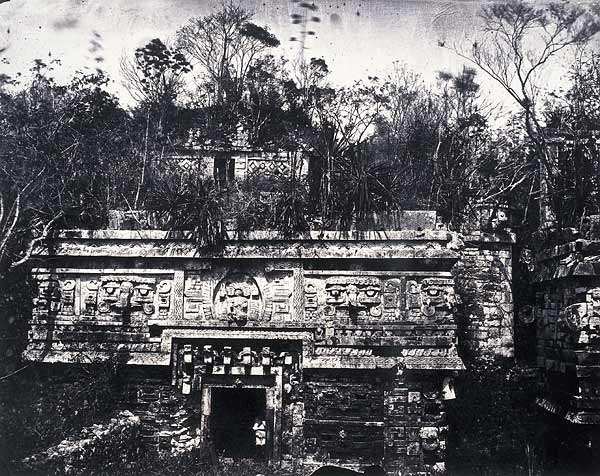
Façade principale du palais des Nonnes, 1859-1860
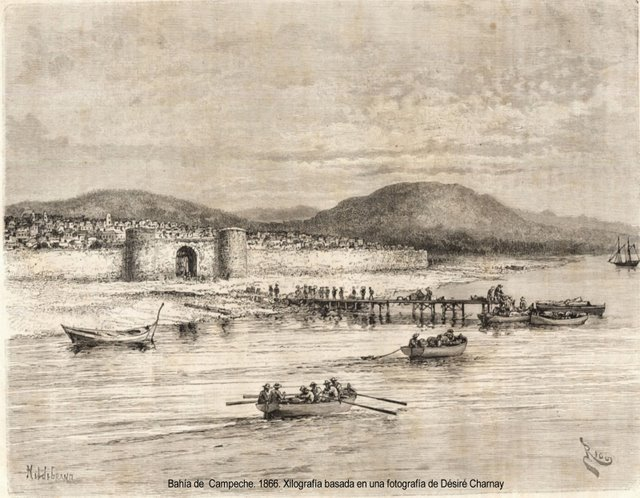
Bahia Campeche, 1866
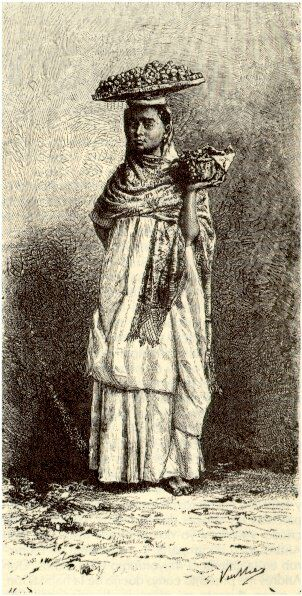
Campechana